# 鉄拳8
『鉄拳8』（Tekken 8）は、バンダイナムコエンターテインメントより2024年1月26日に発売のゲームソフト。対応プラットフォームはPlayStation 5・Xbox Series X/S・PC（Steam配信）。鉄拳シリーズ初のCERO：D（17才以上対象）作品。

## 概要
「鉄拳シリーズ」のナンバリングタイトルの第8作。『鉄拳7』のエンディングより半年後のストーリーを描いた続編。
ナンバリング作品で初めてのコンシューマーハードからの新作発売となるが、アーケード版の稼働に関しては現時点で未定となっている。
対戦型格闘ゲームとしては、スポーツとしての格闘技の趣が強く出ていた旧作に対し、本作ではより実践的かつ本格的な戦いとして描かれるようになり、過去作で武器を使っていたキャラはもちろん、武器の使用が設定内のみで本編ゲーム内では素手で戦っていたキャラクターも、実際に武器や兵器を使うようになり、格闘技以外の戦闘方法（武器の使用、超能力や忍術、その他の格闘技からかけ離れた戦い）で戦うキャラの多くは、それらの技を使う割合が高くなった。

## プレイヤーキャラクター・CPU専用キャラクター
デフォルトキャラクター
- 風間 仁（かざま じん）
- 三島 一八（みしま かずや）※一定時間のみ後述のデビルカズヤになることも可能。
- 風間 準（かざま じゅん）※復活キャラクター
- ポール・フェニックス
- マーシャル・ロウ
- キング
- ラース・アレクサンダーソン
- 凌 曉雨（リン・シャオユウ）
- ジャック8（ジャックエイト）※新キャラクター
- ニーナ・ウィリアムズ
- 風間 飛鳥（かざま あすか）
- リロイ・スミス
- リリ
- 花郎（ファラン）
- ブライアン・フューリー
- クラウディオ・セラフィーノ
- アズセナ・ミラグロス・オルティス・カスティーリョ ※新キャラクター
- レイヴン　※復活キャラクター
- 吉光（よしみつ）
- スティーブ・フォックス
- セルゲイ・ドラグノフ
- レオ
- シャヒーン
- クマ
- 馮威（フェン・ウェイ）
- パンダ
- ザフィーナ
- 李 超狼（リー・チャオラン）
- アリサ・ボスコノビッチ
- デビル仁（デビルじん）
- ヴィクター・シュヴァリエ ※新キャラクター
- 麗奈（れいな）※新キャラクター

シーズン1DLC追加キャラクター
- エディ・ゴルド
- リディア・ソビエスカ
- 三島平八[4]
- クライヴ・ロズフィールド ※新キャラクター・他作品キャラクター

シーズン2DLC追加キャラクター
- アンナ・ウィリアムズ
- ファーカムラム
- アーマーキング

ストーリーモード専用プレイヤーキャラクター
- エンジェル仁 ※「主要登場キャラクター2」を参照。

CPU専用キャラクター
- デビルカズヤ ※上記の三島一八が一定時間のみデビルカズヤになることも可能。
- アザゼル
- ジャック-7
- トゥルーデビルカズヤ

## ストーリー
本作のストーリーは『鉄拳7』のエンディングから半年後の物語である。風間仁と三島一八による世界を巻き込んだ親子喧嘩の決着が描かれる。

## 登場キャラクター
ここでは本作での出来事を中心に記述する。

### 主要登場キャラクター1
風間 仁（かざま じん）
本作の主人公。『鉄拳6』ではダークヒーローに近い姿で描かれ、『鉄拳7』では脇役だったが本作では再び主人公になり、世界を救うために戦い己の罪を償おうとするなど、かつての仁（『鉄拳5』まで）に近い人物像として描かれている。
ストーリーの冒頭で、自身が運転していたバイクを、一八が搭乗していたヘリコプター目がけて挨拶代わりにぶつけて、ヘリコプターを墜落させた後に地上に降り立った一八と対峙する。また、とある格闘大会に参加した際に麗奈と初めて出会い、話しかけてくる彼女のことを無視していたが、その後麗奈と対戦した際に、彼女の戦う姿が平八のそれと似ていることに気付く（この対戦は、麗奈が敢えて棄権したので仁の勝利となった）。
戦闘方法・キャラクター性能
本作では『鉄拳4』からの正統派空手に加え、デビルの力も使うようになった。
ストーリーモードでデビル化した際は、後述のデビル仁が使っている技やレイジアーツも使用している（セリフは通常の仁に合わせたものになっている）。
デビル仁
後述を参照。
エンジェル仁
「主要登場キャラクター2」を参照。
ラース・アレクサンダーソン
G社に対抗するために、反乱軍であるユグドラシルを結成した。
ヴィクター・シュヴァリエ（Victor Chevalier）
声 - ヴァンサン・カッセル
プレイアブルとしてはシリーズ初のフランス人であるキャラクター。
国際協力連合軍の創設者。かつて海軍へ入隊し、あらゆる任務を遂行しては生還を遂げている。その後、国連に移籍して国際協力連合軍を創設し、その司令塔となった経歴を持つ。
性格は極度の倹約家で、数多くの女性と事実婚を結ぶなど破天荒な一面があるが、優しさと正義感を併せ持つ。自分たちが世界のパワーバランスをコントロールするべきと考えている。
格闘スタイルは「スーパースパイ式CQB」。実戦的な格闘スタイルである。
「ファントムレイヴン」というコードネームを持っており、軍人たちの間では畏怖の対象として語られている。
国際協力連合軍を創設した理由は、とある巨大企業（＝G社）が軍事力で近い将来に世界を支配することを予感したことと、いつか来る動乱の時代に備えるためである。その危惧は本作において現実となる。
戦闘方法・キャラクター性能
素手による格闘技や刀、ナイフ、拳銃などを駆使して戦う。
凌 曉雨（リン・シャオユウ）
仁の行方を追って行動している。クラウディオ、ザフィーナ、パンダと共に行動する。
李 超狼（リー・チャオラン）
反乱軍・ユグドラシルの参謀役を務めている。
本作ではバトルスーツであるヴァイオレットスーツを着用。
戦闘方法・キャラクター性能
前述の通りバトルスーツ（ヴァイオレットスーツ）を着て従来の格闘技で戦う。レイジアーツでは手榴弾を使う。
アリサ・ボスコノビッチ
本作ではマスターによる制御機能が消滅しており、自分の意思でラースと行動する。
戦闘方法・キャラクター性能
本作でも格闘技・チェンソー・頭（爆弾として機能）を利用した攻撃で戦う。本作では特にチェンソーや頭を利用した攻撃の割合が多くなっている。
麗奈（れいな）
声 - 瀬戸麻沙美
本作の新キャラクター。三島工業高等専門学校の学生であるが、基本的には謎が多い少女。
少女とは思えないほどの只者ではない雰囲気を見せるが、場合によっては普通の女子高生のような演技をすることもあり、その際には仁のことを「仁先輩」と呼んでいる。三島流喧嘩空手を扱う（本人曰く、動画サイトの見様見真似）。
とある格闘大会で仁と出会い、普通の女子高生のような演技をして仁に話しかけるも、無視されて口を聞いてもらえなかったが、その後仁と対戦をした際に高い戦闘力と、平八を想起させるような格闘スタイルを見せつけた。また、この対戦において麗奈は、仁の持つデビルの力について非常に興味を持っており、仁との戦いを通してその片鱗を知ることができたため、敢えて棄権をした。対戦後に仁と再会し、一八を倒す目的でユグドラシルに加わりたいと話を切り出す。
正体については「主要登場キャラクター2」の#麗奈の正体を参照。
戦闘方法・キャラクター性能
上記のように三島流喧嘩空手を使用して戦う。
デビル仁
仁の中にある、仁とは異なる人格を持つ存在。今作でも仁との対話が描かれている。
戦闘方法・キャラクター性能
本作でも格闘技やビームなど、デビルの技を使用している。なお、本作ではデビルの技が過去作品よりも強調されている。
ストーリーモードで仁がデビル化した際も、デビル仁の技やレイジアーツを使用している（セリフは通常の仁に合わせたものになっている）。
風間 準（かざま じゅん）
声 - 能登麻美子
ナンバリングタイトルにおけるプレイアブルキャラクターとしては『鉄拳2』のみの登場であったが、本作でプレイヤーキャラクターとして復活する。
本作では初出作となる『鉄拳2』および設定上のみ言及された『鉄拳3』を通して、言及された一八との関係が（彼との間に仁を儲けることとなった経緯も含めて）示唆されている。
三島 一八（みしま かずや）
本作ではストーリーモードの最終ボスとして登場。世界を支配するために行動し、力を示せる者だけが生きる資格がある世界を作ろうと目論む。
元々主人公キャラクターでありながらアンチヒーロー色の強かった一八だが、本作ではより悪役じみた面が強調されている。
ストーリーの冒頭で乗っていたヘリコプターを仁に墜落させられ、その後仁と対決をする。後にアザゼルを取り込んでトゥルーデビルカズヤへと変身を遂げた。
戦闘方法・キャラクター性能
一定時間のみ後述のデビルカズヤになることが可能。
デビルカズヤ
対戦型格闘ゲームにおいては、基本的に一定時間パワーアップした状態で登場する。Arcade Battleではおおよそ最終ボスとして登場するが、その場合は最初からパワーアップした状態で戦う。
ストーリーモードでもこの状態を披露している。
トゥルーデビルカズヤ（True Devil Kazuya）
一八がアザゼルを取り込んだことで、デビルカズヤを超える存在となった姿。CPU専用キャラクター。Arcade Battleでは最終ボスとして登場することもある。

### ユグドラシル
風間 仁
ラース・アレクサンダーソン
李 超狼
アリサ・ボスコノビッチ
麗奈
「主要登場キャラクター1」を参照。
レオ
母親の仇である三島一八を追う人物で、ニクラスの息子。本作ではアズセナと対峙するシーンがあり、彼女が「自分のコーヒーの商品の宣伝になるから」という理由で、レオにとって親の仇であるG社に付いたことに対して驚いている。
本作ではニクラスの臨時のアシスタントとして登場する。仁に出会った時は、仁が信用に値するかどうかを試すために仁と手合わせをした。その後はユグドラシルに加わった。
ニクラス・クリーゼン
ユグドラシルのメンバーである教授で、レオの父親でもある。レオを臨時のアシスタントにしている。

### 国際協力連合軍
ヴィクター・シュヴァリエ
「主要登場キャラクター1」を参照。
レイヴン
ナンバリングタイトルにプレイヤーキャラクターとして登場したのは『鉄拳6』以来。
本作ではヴィクターと共に行動している。
戦闘方法・キャラクター性能
本作でも格闘技や忍術を駆使して戦う。本作では特に忍術の使用の割合が多くなっている。

### 曉雨・クラウディオ・ザフィーナ・パンダ
凌 曉雨
「主要登場キャラクター1」を参照。
クラウディオ・セラフィーノ
シャオユウを利用しようとしたことを謝罪しており、彼女の仁の捜索に協力している。
ザフィーナ
シャオユウとクラウディオと出会い、2人に協力する。後に一八によってアザゼルの力を抜き取られる。
戦闘方法・キャラクター性能
格闘技とアザゼルの力で戦う。本作ではアザゼルの力が強調されている。
パンダ
シャオユウと再会し、彼女と共に行動することを決めている。

### リリ・飛鳥
リリ
本作では仁やラース、李らと共に居る姿が描かれている。
風間 飛鳥（かざま あすか）
リリとの日常が本作の戦争によって終わりを迎える。

### その他のユグドラシルの協力者になった者
花郎（ファラン）
本作ではライバルである仁と共に行動している姿が描かれており、ラースや李と共にデビル化した一八と交戦するシーンも存在する。
リロイ・スミス
本作ではフェン・ウェイと闘っている姿が描かれており、打倒一八を誓う仁に対し「自分を信じなさい」と激励の言葉を送るシーンがある。
ポール・フェニックス
本作のオープニングではなぜか戦場でロウと戦っている。
キング
本作の戦争で、彼に助けを求めている子供が増え続けている模様。
スティーブ・フォックス
本作ではG社の兵士と交戦するシーンがある。
シャヒーン
G社の横暴さにしびれを切らし、G社と戦う。
クマ
三島財閥を守るために、最後の一人になっても戦い続ける姿勢を見せている。
戦闘方法・キャラクター性能
本作では魚を武器として使うようになった。レイジアーツではこの魚を兵器に変えて飛ばして攻撃する。

### G社
三島一八
「主要登場キャラクター1」を参照。
ニーナ・ウィリアムズ
本作では三島財閥を離れた後に一八に雇われており、G社軍の指揮を任されている。
戦闘方法・キャラクター性能
本作では格闘技の他に拳銃も使用するようになった。レイジアーツでは拳銃を連射する。
ジャック-7（ジャック-セブン）
本作ではストーリーモードのCPU専用キャラクターとして、複数体登場する。
ジャック8（ジャックエイト）
新キャラクター。本作におけるジャックシリーズ。
戦闘方法・キャラクター性能
レイジアーツで兵器からビームを発射する。
ジェーン
現時点では存在のみ語られている。相変わらずジャックに対する愛は本物のようで、本作においてジャック-8を完成させた。

### G社の協力者になった者
マーシャル・ロウ
後にG社の協力者になり、なぜかポールと戦っている。G社に付いた詳しい理由は不明だが、ポールがお金を分けてくれなかったことが原因だという。
戦闘方法・キャラクター性能
本作では格闘技の他にヌンチャクも使用するようになった。
アズセナ・ミラグロス・オルティス・カスティーリョ（Azucena Milagros Ortiz Castillo）
新キャラクターの女性。
ペルーのコーヒー農家「オルティス・ファーム」の一人娘。国籍はペルー。
本職はコーヒー農家だが、総合格闘技（ストライカー）の選手、モデル、ダンサーという一面もある。特にコーヒー農家・総合格闘技の選手としての能力は優れており、コーヒー農家としては、育てた豆が世界的に有名な品評会で最高品質の評価を獲得するほど。また、総合格闘技の選手としてはチャンピオンになるほどの腕前を持っている。
性格は天真爛漫で驚異的なポジティブ思考であり、かつ破天荒でもある。
夢は世界一のコーヒー農家を目指すことで、そのきっかけとなったのは、彼女の父親が栽培するコーヒーに魅せられたからである。
G社に付いた理由は、その方が自身のコーヒーの宣伝になると思ったから。
セルゲイ・ドラグノフ
ヴィクターとは昔から敵対関係のようである。
本作ではヴィクターと交戦するシーンがある。G社に付いた理由は不明。
馮威（フェン・ウェイ）
かつてリロイに敗北したようであり、リロイとの再戦を望んでいる。
G社に加担した理由は、G社がリロイと再戦する場を提供してくれるからである。

### その他のストーリーモードに登場するキャラクター
アザゼル
CPU専用キャラクター。Arcade Battleでは最終ボスとして登場することもある。
ストーリーモードではザフィーナから抜き取られたことで再び姿を現す。後に一八と戦って敗北を喫し、彼の体内に取り込まれた。
吉光（よしみつ）
本作では青色を基調とした恰好をしている。
ブライアン・フューリー
本作でも相変わらずガトリングを連射するなど暴れ回っている。なお、本作では永久機関が熱暴走を起こした。
戦闘方法・キャラクター性能
レイジアーツではガトリングを連射して攻撃する。
オーガ
回想という形で登場する。

### シーズン1DLC追加キャラクター
エディ・ゴルド
2024年4月5日配信。三島一八への復讐を目的としているカポエイラの使い手。
リディア・ソビエスカ
2024年7月23日配信。ポーランドの首相であり、伝統派空手の使い手。
三島平八

本作では既に故人。仁が麗奈を見た時や、一八がラースを見た時に平八を想起している。
DLCキャラクターとしては2024年10月4日に配信。本編では死んだと目されていたが、復活を遂げる。
2024年10月1日のアップデートで追加された新規ストーリー「Unforgotten Echoes」にて、その復活の経緯が語られる。
クライヴ・ロズフィールド
「他作品の登場キャラクター」を参照。

### シーズン2DLC追加キャラクター
アンナ・ウィリアムズ
ニーナの妹。本作では悪人だと判断した者に対して厳しい姿勢を見せている。
ファーカムラム

### その他のキャラクター
Dr.ボスコノビッチ
現時点では存在のみ語られている。アリサに対しアリサが自由であることを告げ、これから好きなように生きるよう告げた模様。

### 他作品の登場キャラクター
クライヴ・ロズフィールド
登場作品 - 『ファイナルファンタジーXVI』
本作では4番目のシーズン1DLCキャラクターとして登場。原作のように剣や召喚獣の力を使って戦う。

### 主要登場キャラクター2
エンジェル仁（Angel Jin）
仁の新たなるデビル化の姿。ストーリーモード専用プレイヤーキャラクターで、終盤に操作することになる。Arcade Battleでは最終ボスとして登場することもある。
仁が過去やデビル仁と向き合ったことと、その後トゥルーデビルカズヤ状態の一八との戦いの中で準の幻影と対話したことにより、この姿へと変化した。
一八のさらに進化したデビル化の姿であるトゥルーデビルカズヤと互角に戦う力を持ち、風間家の魔を浄化する力も持っている。
エンジェル仁とトゥルーデビルカズヤとの戦いの中、2人の大きな翼のエフェクトが出るほどに力のこもった拳がぶつかりあったことにより、最終的には仁と一八のデビルの力が失われることになる。
仁はこれによって世界からデビルの力が消滅した思っていたようだが、ストーリーモードのラストシーンでは後述の人物がデビル化の姿を見せている。
三島平八の娘
麗奈の正体。平八のことを「お父様」と呼んでいる。仁が麗奈を見て平八を想起したことや、三島流喧嘩空手を使うことが伏線となっている。
ストーリーモードのラストシーンでは、平八に何かを思った後にデビル化の姿を見せている。
一八を狙って戦いを挑んだ理由、戦場で戦いとなったニーナを雇おうと誘った理由、わざわざ一八のビームを受けにいった理由、そして彼女のデビル化については、最後まで明らかにされることはなかった。
麗奈のCharacter Episodeによると平八の隠し子であり、正体を隠して学生として振る舞っている。平八を敬愛して己の模範としている模様。
Character Eposodeのストーリー
麗奈のCharacter Episode
平八が消息不明になり、三島財閥は新たな頭首を決めるためにThe King of Iron Fist Tournamentを開催した。彼女は三島財閥の頭首となって、平八の遺志を継ぐためにトーナメントに参加をする。仁・ラース・李・クマ・ヴィクターを従えて一八を叩きのめし、「新たなる世界の枠組みを私が作る。平八の意志は未来永劫潰えない」と高笑いするという妄想をした後に、トーナメントに現れた一八と対峙する。

## 世界観
本作は前述の通り『鉄拳7』の半年後の世界である。『鉄拳6』で始まった戦争が今も続いており、仁が己の罪を償う理由の一つとなっている。戦争が続いているのは一八と彼が率いるG社が原因であり、この戦争を終わらせるために反乱軍であるユグドラシルが結成され、ユグドラシルやいくつかの勢力が動き出している。

## 作品設定・用語
ここでは本作での出来事を中心に記述する。
ユグドラシル
G社に対抗するために結成された反乱軍の組織。目的は一八を倒して戦争を終わらせることである。リーダーはラースで、李が参謀役を務めている。他にもアリサが所属しており、ユグドラシルは仁と協力関係にある。後に麗奈やレオも加わる。
オペレーション・ライトニング
ユグドラシルが考案した、一八を倒して世界を救うための作戦。
デビル
本作でも仁と一八がデビルの力を使って戦う。一八はトゥルーデビルカズヤの姿に変身するシーンがあるが、仁はデビル仁に変身できないシーンも存在する。
本作では久しぶりにエンジェルの存在についても触れている（詳細は上記の「主要登場キャラクター2」の#エンジェル仁を参照）。
国際協力連合軍
G社と敵対する組織の一つ。創設者はヴィクター。レイヴンも所属している。ユグドラシルと協力することになる。
G社
本作では敵組織として登場する。一八が代表を務めている。未だに戦争が続いている原因となっている。
一八の他にニーナ、アズゼナ、馮威、ジェーンが所属している（あるいは協力者になっている）。
複数のジャック-7を率いており、最近はジャック8を完成させている。他にも人材のスカウトも行っている模様。
The King of Iron Fist Tournament
鉄拳シリーズの主な舞台となる格闘技大会。ここではあくまでも本作におけるThe King of Iron Fist Tournamentについて記述する。
本作ではシリーズで初めてG社によって開催され、三島財閥は無関係である（『鉄拳2』で一八が開催したことはあったが）。主催者は三島一八。
三島財閥
前作で平八が死んだこともあり、現在はG社によって危機に陥ってる。本作では珍しくメインストーリーには関わらない（クマはメインストーリーに登場する）。

## アーケードクエスト
プレイヤー自身が主人公となる物語。世界観は鉄拳シリーズの世界（仁や一八などがいる世界）とは関連性がなく、現実世界に近い世界観であるが、各地のゲームセンターにアーケード版の『TEKKEN 8』が設置されている世界観となっている。「鉄拳」の入門編として楽しむことができる。

### ストーリー (アーケードクエスト)
主人公が一人前の「鉄拳」プレイヤーを目指していく。

### 登場キャラクター (アーケードクエスト)
主人公
アーケードクエストの主人公。プレイヤーのアバター的存在で、プレイヤーが自由にカスタマイズできる。
Max（マックス）
帽子を被った男性。「鉄拳博士」と呼ばれているらしく、『鉄拳8』に関しては右に出る者はいないほどの知識量を持つ。
Beat（ビート）
黒髪の黒人の男性。派手な技が好き。
Prim（プリム）
女性。キャラクターカスタマイズが好き。
Nick（ニック）
金髪の男性。いわゆる「初心者キラー（「初心者狩り」と称される、わざと初心者を狙って対戦を仕掛けて初心者を倒す、ある程度の腕前を持つゲーマーのことであり、「初心者狩り」は基本的には格闘ゲーム界ではタブーとされている）」。
Orochi（オロチ）
強豪プレイヤー。髪型や目つきなどが三島一八に近い雰囲気を持っており、その雰囲気通りの一八使いでもある。

### エリア
- バトルエリア
- ビーチエリア
- カスタマイズショップ
- TEKKEN DOJO

## 主題歌
「My Last Stand」
オープニングテーマ

## その他
- 2024年1月18日にYouTubeで『いらすとや』とのコラボ動画「1分でざっくり分かる！鉄拳シリーズ[12]」が公開された。一八、平八、仁、仁八、ラース、アザゼルが新規に描かれているが、彼ら以外のキャラクターは既存のイラストで代用している。それぞれのシリーズのストーリー説明は、最初に主催者がThe King of Iron Fist Tournamentを開催を宣言し、ストーリーはざっくりと「なんやかんやあって」で済ませ、最後はどうなったかを分かりやすく解説しているという内容である。しかし同月22日に、『鉄拳3』を解説する部分に誤り（主催者が平八ではなく一八になっている）があったため、それを修正したバージョンが公開された[13]。